# Såstadbråten
Såstadbråten är en tätort i Moss kommun i Østfold fylke i sydöstra Norge. Orten ligger vid fylkesväg 118, vid sidan av Europaväg 6, sydöst om staden Moss.
Tidigare har orten tillhört dåvarande Rygge kommun.